# Анджи Статън
Анджи Стантън (на английски: Angie Stanton) е псевдоним на Анджи Тайлър (Angie Tyler), американска журналистка и писателка на произведения в жанра младежки любовен роман и романтична научна фантастика.

## Биография и творчество
Анджи Стантън е родена в Уисконсин, САЩ. Отраства в селска среда в Уисконсин, което я превръща в запалена читателка и мечтателка. Следва журналистика в Уисконсинския университет. След дипломирането си работи като организатор на събития в района на Мадисън, Уисконсин. Сътрудник е и на BroadwayWorld.com.
Първият ѝ роман Love 'em Or Leave 'em (Обичайте ги или ги оставете) е издаден през 2009 г. В периода 2011 – 2014 г. са издадени книгите ѝ от поредицата „Братя Джеймисън“, които представят отделни любовни и драматични истории за всеки един от братята, и на тяхната известна музикална група.
Пред 2017 г. е издаден първият ѝ роман „Утрото идва навреме“ от поредицата „Пътуване във времето“. Аби е съвременна студентка в Уисконсинския университет, а Уил е чаровен първокурсник там през 1927 г. Двамата пътуват във времето и се срещат през 1961 г. Търсейки мистерията около пътуванията си ще разкрият загадки от миналото, семейни тайни и любов, неподвластна на времето. За изграждането на романа авторката прави задълбочени проучвания в самия университет.
Произведенията на писателката често са в списъците на бестселърите.
Анджи Стантън живее със семейството си в Мадисън.

## Произведения

### Самостоятелни романи
- Love 'em Or Leave 'em (2009)[1][1][2]
- Dream Chaser (2011)
- If Ever (2017) – награда медальон „Холт“ и награда на читателите[3]
- Don't Call Me Greta (2021)

### Поредица „Братя Джеймисън“ (The Jamieson)
1. Rock and a Hard Place (2011)[1]
2. Snapshot (2012)
3. Under the Spotlight (2015)
4. Royally Lost (2014)

### Поредица „Пътуване във времето“ (Carillon Time Travel)
1. Waking in Time (2017) – награда Midwest Book[1][2]
Утрото идва навреме, изд.: ИК „ЕРА“, София (2017), прев. Емилия Карастойчева
2. Running Out of Time (2022)

### Новели
- Snowed Over (2012)[1]